# 関西学生野球連盟 (旧制専門学校)
関西学生野球連盟（かんさいがくせいやきゅうれんめい）とは、関西地域に所在した旧制専門学校の硬式野球部で構成された学生野球リーグである。
1923年頃に結成され終戦前まで存在した同名の関西学生野球連盟、及び、1982年に結成された同じく同名の関西学生野球連盟の両者ともに、本項目で説明の連盟とは直接の関連性が無い別の団体。

## 略史
1917年に大阪医科大学（現在の大阪大学医学部）教授の木下東作の提唱により、同志社大学、立命館大学、関西大学、関西学院高商部、大阪薬学専門学校（後の大阪大学薬学部）、大阪高等工業学校（1929年から大阪工業大学、後の大阪帝国大学工学部）、大阪高等商業学校（1928年から大阪商科大学）、大阪歯科医学専門学校の8校により関西学生野球連盟（毎日新聞社主催）が結成。その後、構成校の加盟脱退が繰り返され京都帝国大学、第三高等学校、大阪医科大学（後の大阪大学医学部）、神戸高等商業学校、龍谷大学、大谷大学なども参加した時期もあったが、加盟脱退の変遷の後にいつしか消滅（詳細不明）。